# Dactylamblyops sarsi
Dactylamblyops sarsi är en kräftdjursart som först beskrevs av Axel Ohlin 1901.  Dactylamblyops sarsi ingår i släktet Dactylamblyops och familjen Mysidae. Inga underarter finns listade i Catalogue of Life.